# Norman Joseph Woodland
Norman Joseph Woodland (* 6. September 1921 in Atlantic City, New Jersey; † 9. Dezember 2012 in Edgewater, New Jersey) ist bekannt als Miterfinder des Strichcodes, für den er am 7. Oktober 1952 mit Bernard Silver ein Patent erlangte.

## Leben
Joseph Woodland lernte als Pfadfinder den Morsecode, der später die Grundlage für seine Erfindung des Strichcodes wurde. Er graduierte an der  Atlantic City High School und erlangte 1947 seinen Bachelor im Maschinenbau an der Drexel University. Als Student entwickelte er ein System weiter, mit dem Aufzüge von innen beschallt wurden. Während die Musik damals meist über Langspielplatten oder Tonbänder eingespielt wurde, basierte Woodlands Ansatz auf einem 15-Spur-System, gespeichert auf 35mm Film. Sein Vater untersagte ihm, dies weiterzuentwickeln, weil er Musik in Aufzügen für dekadent hielt.
Im Zweiten Weltkrieg war er technischer Assistent am Manhattan-Projekt in Oak Ridge. 1948/49 war er Dozent an der Drexel University. 1948 hörte sein Kollege Bernard Silver, wie ein Supermarktleiter den Dekan befragte, wie man an der Kasse automatisch Produktinformationen abfragen könne. Der Dekan hatte Vorbehalte, aber Silver erzählte Woodland davon. Silver und Woodland entwickelten ein System, das Produktinformationen mit fluoreszierender Tinte auf Waren aufdruckte und mit ultraviolettem Licht auslas. Es erwies sich aber als unpraktikabel für den Masseneinsatz.
Im Winter 1948 nahm Woodland einen Aktiengewinn mit, quittierte seinen Dozentenposten und zog zu seinem Großvater nach Miami Beach in Florida. Späteren Schilderungen nach saß er tagsüber am Strand, als ihm der Morsecode wieder in den Sinn kam und er mit vier Fingern Linien in verschiedenen Abständen in den Sand zeichnete. Rückblickend erzählte Woodland:
„Das klingt wie ein Märchen. [...] Ich rief: Ha, da habe ich jetzt vier Linien, und die könnten breit oder schmal sein - statt [wie beim Morsen] Punkte und Gedankenstriche.“
Davon leitete er das Konzept des Strichcodes ab, den er und Silver im Oktober 1949 patentierten.
1951 fing er bei IBM an. Hier war es aber bis in die 1970er nicht möglich, die Technik zu entwickeln, da zum Einlesen des Strichcodes extrem helle Lampen erforderlich gewesen wären. Für 15.000 US-Dollar verkauften Woodland und Silver ihre Technologie an das Elektronikunternehmen Philco, und diese im selben Jahr an RCA. In den 1960ern wurden Variationen des Strichcodes entwickelt. Das Patent lief 1969 aus und der US-amerikanische Lebensmittelhandel suchte ab 1970 nach einem einheitlichen Standard. IBM beteiligte sich erst 1971, als Woodland nach North Carolina versetzt wurde, wo er eine Schlüsselposition bei der Entwicklung des Universal Product Code hatte. Ab Mitte der 1970er Jahre setzte sich der Barcode im Einzelhandel in den USA durch.
Norman Joseph Woodland starb am 9. Dezember 2012 in seinem Wohnort in Edgewater, New Jersey im Alter von 91 Jahren und hinterließ eine Tochter.

## Auszeichnungen
- 1973: IBMs Outstanding Contribution Award
- 1992: National Medal of Technology verliehen durch Präsident George H. W. Bush für seinen Beitrag zur Barcode-Technologie[5]
- 1998: Ehrendoktorwürde durch die Drexel University
- 2011: Aufnahme in die National Inventors Hall of Fame[1]